# Arkadiusz Reca
Arkadiusz Reca (Chojnice, 17 juni 1995) is een Pools voetballer die doorgaans speelt als linksback. In juli 2025 verruilde hij Spezia voor Legia Warschau. Reca debuteerde in 2018 in het Pools voetbalelftal.

## Clubcarrière
Reca speelde in de jeugd van Chojniczanka Chojnice en Koral Dębnica. Hij wist vervolgens door te breken bij Flota Świnoujście in de I liga. Na één seizoen bij die club nam Wisła Płock hem over. Het seizoen 2015/16 leverde promotie op naar de Ekstraklasa. Twee seizoenen achtereen speelde Reca een belangrijke rol bij Wisła Płock op het hoogste niveau. 
In de zomer van 2018 nam Atalanta Bergamo de linksback over voor circa vier miljoen euro. Na een jaar werd hij verhuurd aan SPAL. Een jaar later nam Crotone de Pool op huurbasis over. Medio 2021 was het Spezia dat Reca huurde voor een seizoen, met een verplichte optie tot koop. Na afloop van de jaargang 2021/22 werd hij voor twee miljoen euro definitief overgenomen.
Zijn contract bij Spezia verliep in de zomer van 2025 en daarop keerde Reca na zeven jaar in Italië terug naar Polen. Hier tekende hij voor drie seizoenen bij Legia Warschau.

## Clubstatistieken
| Seizoen | Club              | Competitie  | Competitie | Competitie | Beker | Beker | Internationaal | Internationaal | Totaal | Totaal |
| Seizoen | Club              | Competitie  | Wed.       | Dlp.       | Wed.  | Dlp.  | Wed.           | Dlp.           | Wed.   | Dlp.   |
| ------- | ----------------- | ----------- | ---------- | ---------- | ----- | ----- | -------------- | -------------- | ------ | ------ |
| 2014/15 | Flota Świnoujście | I liga      | 28         | 3          | 0     | 0     | —              | —              | 28     | 3      |
| 2015/16 | Wisła Płock       | I liga      | 28         | 12         | 1     | 0     | —              | —              | 29     | 12     |
| 2016/17 | Wisła Płock       | Ekstraklasa | 32         | 4          | 0     | 0     | —              | —              | 32     | 4      |
| 2017/18 | Wisła Płock       | Ekstraklasa | 33         | 3          | 0     | 0     | —              | —              | 33     | 3      |
| 2018/19 | Atalanta Bergamo  | Serie A     | 3          | 0          | 1     | 0     | 1              | 0              | 5      | 0      |
| 2019/20 | → SPAL            | Serie A     | 25         | 0          | 1     | 0     | —              | —              | 26     | 0      |
| 2020/21 | → Crotone         | Serie A     | 30         | 2          | 1     | 0     | —              | —              | 31     | 2      |
| 2021/22 | → Spezia          | Serie A     | 25         | 0          | 1     | 0     | —              | —              | 26     | 0      |
| 2022/23 | Spezia            | Serie A     | 31         | 1          | 1     | 0     | —              | —              | 32     | 1      |
| 2023/24 | Spezia            | Serie B     | 14         | 4          | 1     | 0     | —              | —              | 15     | 4      |
| 2024/25 | Spezia            | Serie B     | 28         | 0          | 0     | 0     | —              | —              | 28     | 0      |
| 2025/26 | Legia Warschau    | Ekstraklasa | 0          | 0          | 0     | 0     | —              | —              | 0      | 0      |
| Totaal  | Totaal            | Totaal      | 276        | 29         | 7     | 0     | 1              | 0              | 285    | 29     |

Bijgewerkt op 20 juli 2025.

## Interlandcarrière
Reca debuteerde op 7 september 2018 in het Pools voetbalelftal, in een wedstrijd in de UEFA Nations League in en tegen Italië. Piotr Zieliński opende namens Italië de score, waarna Jorginho vanaf de strafschopstip gelijkmaakte: 1–1. Bondscoach Jerzy Brzęczek gaf hem een basisplaats als linksback en liet hem de hele wedstrijd spelen. De andere Poolse debutanten dit duel waren Rafał Pietrzak (Wisła Krakau) en Damian Szymański (Wisła Płock).
In oktober 2022 werd Reca door bondscoach Czesław Michniewicz opgenomen in de Poolse voorselectie voor het WK 2022. Voor de uiteindelijke selectie was hij een van de afvallers.
| Interlands van Arkadiusz Reca voor Polen | Interlands van Arkadiusz Reca voor Polen | Interlands van Arkadiusz Reca voor Polen | Interlands van Arkadiusz Reca voor Polen | Interlands van Arkadiusz Reca voor Polen | Interlands van Arkadiusz Reca voor Polen |
| №                                        | Datum                                    | Wedstrijd                                | Uitslag                                  | Competitie                               | Goals                                    |
| Als speler bij Atalanta Bergamo          | Als speler bij Atalanta Bergamo          | Als speler bij Atalanta Bergamo          | Als speler bij Atalanta Bergamo          | Als speler bij Atalanta Bergamo          | Als speler bij Atalanta Bergamo          |
| ---------------------------------------- | ---------------------------------------- | ---------------------------------------- | ---------------------------------------- | ---------------------------------------- | ---------------------------------------- |
| 1                                        | 7 september 2018                         | Italië – Polen                           | 1 – 1                                    | Nations League 2018/19                   |                                          |
| 2                                        | 11 september 2018                        | Polen – Ierland                          | 1 – 1                                    | Vriendschappelijk                        |                                          |
| 3                                        | 14 oktober 2018                          | Polen – Italië                           | 0 – 1                                    | Nations League 2018/19                   |                                          |
| 4                                        | 24 maart 2019                            | Polen – Letland                          | 2 – 0                                    | EK 2020 kwalificatie                     |                                          |
| Als speler bij SPAL                      |                                          |                                          |                                          |                                          |                                          |
| 5                                        | 10 oktober 2019                          | Letland – Polen                          | 0 – 3                                    | EK 2020 kwalificatie                     |                                          |
| 6                                        | 13 oktober 2019                          | Polen – Noord-Macedonië                  | 2 – 0                                    | EK 2020 kwalificatie                     |                                          |
| 7                                        | 16 november 2019                         | Israël – Polen                           | 1 – 2                                    | EK 2020 kwalificatie                     |                                          |
| 8                                        | 19 november 2019                         | Polen – Slovenië                         | 3 – 2                                    | EK 2020 kwalificatie                     |                                          |
| Als speler bij Crotone                   |                                          |                                          |                                          |                                          |                                          |
| 9                                        | 14 oktober 2020                          | Polen – Bosnië en Herzegovina            | 3 – 0                                    | Nations League 2020/21                   |                                          |
| 10                                       | 11 november 2020                         | Polen – Oekraïne                         | 2 – 0                                    | Vriendschappelijk                        |                                          |
| 11                                       | 15 november 2020                         | Italië – Polen                           | 2 – 0                                    | Nations League 2020/21                   |                                          |
| 12                                       | 18 november 2020                         | Polen – Nederland                        | 1 – 2                                    | Nations League 2020/21                   |                                          |
| 13                                       | 25 maart 2021                            | Hongarije – Polen                        | 3 – 3                                    | WK 2022 kwalificatie                     |                                          |
| 14                                       | 31 maart 2021                            | Engeland – Polen                         | 2 – 1                                    | WK 2022 kwalificatie                     |                                          |
| Als speler bij Spezia                    |                                          |                                          |                                          |                                          |                                          |
| 15                                       | 24 maart 2022                            | Schotland – Polen                        | 1 – 1                                    | Vriendschappelijk                        |                                          |

Bijgewerkt op 20 juli 2025.